# Province ecclésiastique de Dijon

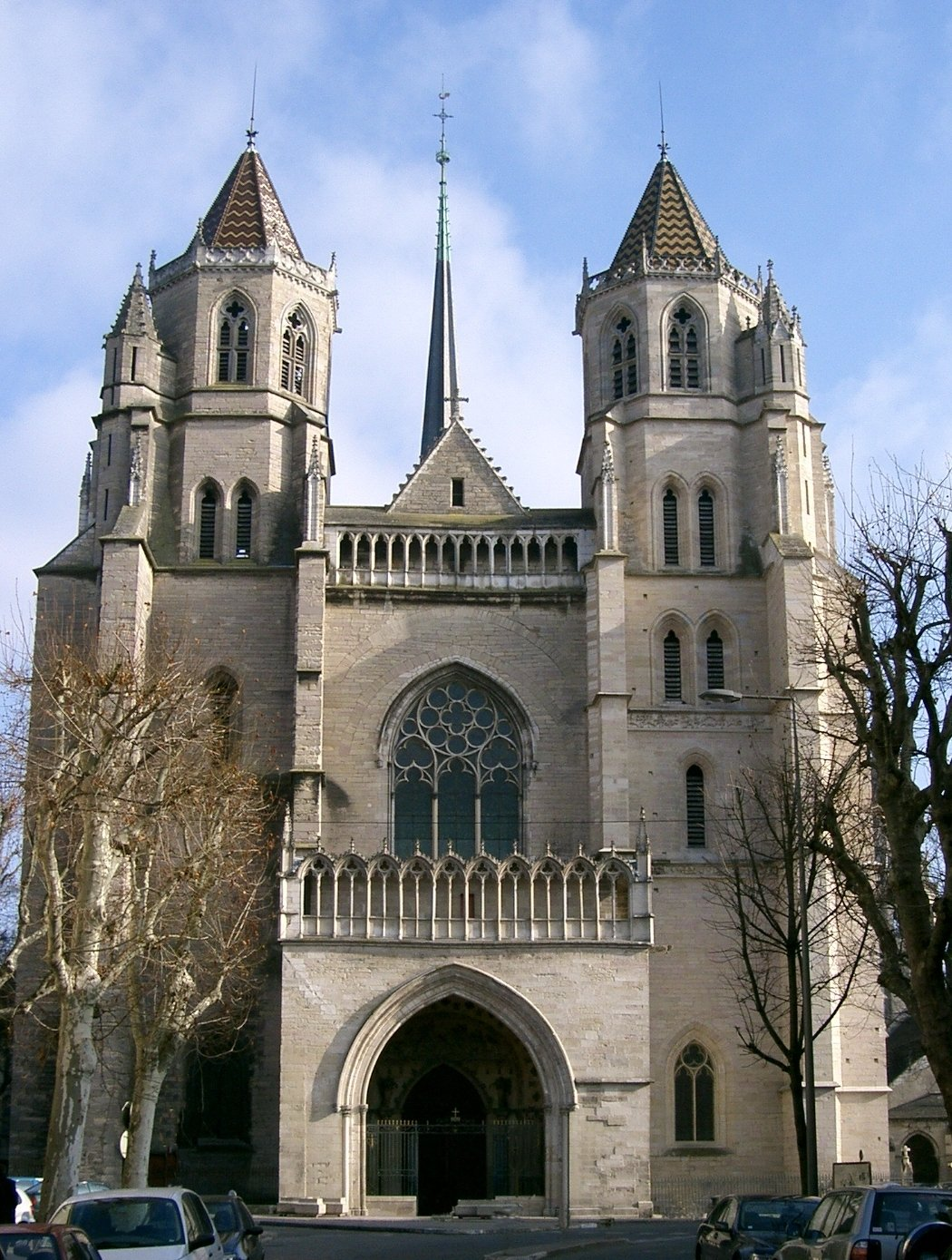
Cathédrale St Bénigne - Dijon

La province ecclésiastique de Dijon est une des provinces ecclésiastiques de l'Église catholique en France et fait partie des nouvelles provinces ecclésiastiques françaises érigées par décret du 8 décembre 2002.
Elle regroupe les neuf diocèses suivants :
- Archidiocèse de Dijon (archevêché métropolitain)
- Archidiocèse de Sens-Auxerre
- Diocèse d'Autun, Chalon et Mâcon
- Diocèse de Nevers
- Prélature de la Mission de France, ou Pontigny